# Aktanz
Aktanz ist ein Begriff, der die Bedeutungswelten von „Resonanz“, „Akzeptanz“, „Aktanten“ (Greimas, 1971) und die Akte im Theater sowie „Tanz“ anspielt. Der Begriff beschreibt eine Haltung und eine Praxis, die zu mehr Leichtigkeit, Offenheit und Vielfalt führen soll, und zwar sowohl im individuellen Arbeitsleben wie auch in Organisationen sowie in gesellschaftlichen Kontexten.
Unter Aktanz versteht man eine Haltung, die Voraussetzung für bewegliches, flexibles Handeln und situatives Verhalten ist.

## Bedeutung
Aktanz oder „in Aktanz gehen“ bedeutet, eine Haltung zu verinnerlichen und mit einer Praxis zu experimentieren, die zu mehr Leichtigkeit und Offenheit führt. Wichtige Qualitäten des „in Aktanz gehen“ sind Störnarrative zu verändern und ins Fließen zu bringen, spielerisch zu handeln, Kontrolle zu lockern, den Erfahrungen der anderen zuzuhören (Storylistening) und in Resonanz mit der eigenen Umwelt zu gehen. Aktanz ermöglicht ein leichtes, kreatives und passendes Reagieren auf sich verändernde Bedingungen und ist daher eine wichtige Voraussetzung für Zukunftsfähigkeit.

## Hintergrund
Aktanz ist ein Begriff, den die Organisationsberater und Coaches Michael Müller und Christine Erlach geprägt haben. Der Begriff reagiert auf die Erfahrung vieler Menschen, dass sowohl sie selbst als auch Organisationen und Unternehmen, in denen sie arbeiten, oft durch sogenannte „Störnarrative“ am Erreichen von Zielen oder an Veränderungen gehindert werden. Störnarrative sind dysfunktionale Glaubenssätze, die sich durch viele Erfahrungsgeschichten eingeprägt haben und inzwischen hinderlich geworden sind, und für fehlende Leichtigkeit verantwortlich sind. Sie beeinflussen unser Handeln negativ, indem sie Veränderungen blockieren und neue Perspektiven verhindern. Störnarrative im individuellen Kontext können etwa die Überzeugung sein, „ich kann das nicht“, die sich aus mehreren Erfahrungen des Scheiterns speisen mag. Störnarrative im organisationalen Kontext können etwa tradierte Vorstellungen von Hierarchie sein, die ein offenes und bewegliches Reagieren auf Veränderungen erschwert. „In Aktanz gehen“, wie Müller und Erlach es nennen, bedeutet unter anderem, solche Störnarrative zu erkennen, zu analysieren und zu verändern. „In Aktanz gehen“ kann sowohl im Coaching, in der Organisationsentwicklung wie auch im politischen und gesellschaftlichen Umfeld angewendet werden.